# 아프리카오릭스
아프리카오릭스 또는 동아프리카오릭스(East African oryx, 학명: Oryx beisa)는 동아프리카에서 발견되는 영양의 일종이다. 2종의 아종이 있다. 과거에는 같은 속의 겜스복의 아종으로 여겨졌으나 현재는 다른 종으로 분류한다.